# Zweth (Westland)
De Zweth in het Nederlandse hoogheemraadschap Delfland is een ontwatering- en vaarverbinding die de grens vormt tussen de dorpen De Lier – 't Woudt – Den Hoorn en Honselersdijk – Kwintsheul – Wateringen. 
Het zuidwesten van het graafschap Holland werd in de middeleeuwen ontgonnen vanuit het zuiden vanaf de oevers langs de Maas en vanaf de strandwallen langs de kust in het westen. Er werden kanalen als de Delf (nu het Rijn-Schiekanaal) en De Zweth gegraven om het water te kunnen afvoeren en de waterhuishouding onder controle te houden.
De Zweth was ook de grens tussen de ontginningen vanuit de Maas en die vanaf de strandwallen.  
In de 12e eeuw traden overstromingen op vanuit de Maasmond. Daarom werden dijken aangelegd langs de Lee. In de 13e eeuw werd de Maasdijk aangelegd. De zee had zo geen toegang meer tot het land, maar de Lee werd daardoor afgesloten. Er werden nieuwe vaarten gegraven om de Zweth via de Delftse Schie en de Vlaardingervaart te laten afwateren. In de 15e eeuw werd het door inklinking noodzakelijk om de kades van de Zweth te verhogen.  Eind 19e eeuw werd de afwatering verbeterd door het Zwethkanaal te graven tussen de Kromme Zweth en de Oranjesluis. 
Een klein deel van de Zweth aan het oostelijke uiteinde tot aan het Bonte Huis heeft de naam De Dulder, oorspronkelijk samen met de Oude Zweth een bestaand natuurlijk water.
De Oude Zweth ligt in het oostelijke verlengde van de Zweth en verbond deze vroeger met de Vliet. De Oude Zweth verloor zijn functie toen monniken van het klooster Sion ten behoeve van de bereikbaarheid van hun klooster de Noordhoornsewatering groeven. De Oude Zweth werd na 1445 afgedamd en verviel tot een poldersloot. 
De Zweth was lang een belangrijke vaarroute voor Westlandse tuinders die met hun westlander schuiten groente en fruit naar de markt vervoerden. 